# Тухватуллин, Фатих Насырович
Тухватуллин Фатих Насырович (баш. Төхвәтуллин Фәтих Насыр улы, 1894—1938) — первый нарком Внутренних дел Автономной Башкирской Советской Республики (1919—1920), участник Башкирского национального движения, общественный и государственный деятель.

## Биография
Тухватуллин Фатих Насырович родился 16 марта 1894 года в деревне Чубуклы Мензелинского уезда Уфимской губернии (ныне Заинском районе Татарстана). По национальности татарин.
После окончания учёбы в казанском медресе «Мухаммадия», Тухватуллин Фатих начинает обучение в Красноуфимском промышленном училище (Пермская губерния).
После Февральской революции, Фатих Насырович был членом Президиума Красноуфимского уездного Совета, избирался членом городской Думы от мусульман, также он работал помощником уездного комиссара Временного правительства. Являлся членом Учредительного Собрания от башкир и татар.
Фатих Насырович Тухватуллин является делегатом II Всебашкирского курултая (съезда). Участвовал в башкирском национальном движении.
На I Всебашкирском военном съезде, проходившим в селе Темясово в феврале 1919 года, Фатих Насырович был избран комиссаром внутренних дел и национальностей, и одновременно занимал пост заместителя председателя Башкирского революционного комитета.
Разработал «Положение о башкирской милиции», которое было утверждено 31 июля 1919 года Башревкомом республики. Также он является соавтором документа — «Положение о НКВД БАССР», утвержденный в мае 1920 года.
Стал одним из участников Январского конфликта 1920 года, между Башревкомом и Башобкомом РКП(б). С марта по июнь 1920 года занимал пост председателя Башкирской ЧК.
После принятия 19 мая 1920 года ВЦИК и СНК РСФСР «О государственном устройстве Автономной Советской Башкирской республики», в знак протеста вместе с другими членами Башкирского Правительства Тухватуллин Фатих Насырович уходит в отставку.
С мая 1921 года Фатих Насырович работал заместителем народного комиссара земледелия Башкирской АССР.
С октября 1931 по июль 1937 годы он занимал пост директора Башкирского НИИ земледелия и животноводства, также был директором опытной шёлковой станции.
В июле 1937 года был арестован и 10 августа 1938 года расстрелян. Реабилитирован в 1957 году.

## Сочинения
- Материалы к истории башкир. — Уфа, 1928.